# 1896年夏季奧林匹克運動會混合代表團
早期的奧運會可以允許團隊中的成員來自兩個不同的國家，國際奧委會會將他們的成績歸為混合（國際奧委會代碼 ZZX）。在1896年夏季奧運會上，網球雙打比賽首次允許以混合隊形式比賽，共有三隊混合隊參加並且同時奪得金牌、銀牌及銅牌。

## 獎牌得主
| 獎牌 | 姓名                                                                    | 運動 | 比賽項目 |
| ---- | ----------------------------------------------------------------------- | ---- | -------- |
| 金牌 | 约翰·博兰（英国） · 弗里德里希·特勞恩（德国）                           | 網球 | 雙打     |
| 銀牌 | 迪米特里奧斯·卡斯達格利斯（希腊） · 德米特里奧斯·彼得羅科基諾斯（希腊） | 網球 | 雙打     |
| 銅牌 | 特迪·弗拉克（） · 乔治·S·罗伯逊（英国）                                 | 網球 | 雙打     |

## 備注
1. ↑  1896年，國際奧委會將男子單打網球銀牌得主卡斯達格里歸納入希臘。卡斯達格里與彼得羅科基諾斯兩位希臘人組合雙打參加雙打比賽，但在國際奧委會數據庫中該組合為混合隊，奧委會未有明確提及卡斯達格里的國籍，有消息來源指卡斯達格里是居住埃及亞歷山大港的希臘人因而歸納入混合隊。